# المپیا میلان
المپیا میلان (انگلیسی: Olimpia Milano) اولیمپیا میلان همچنین با عنوان آرمانی میلان، یک تیم بسکتبال حرفه‌ای ایتالیایی، مستقر در میلان ایتالیا است. رنگ این تیم قرمز و سفید می‌باشد و از باشگاهی پر طرفدار و ریشه دار اروپا محسوب می‌شود. میلان تا به حال ۲۶ بار قهرمان لیگ ایتالیا و ۳ بار قهرمان اروپا شده‌است.